# Jerzy Kropiwnicki

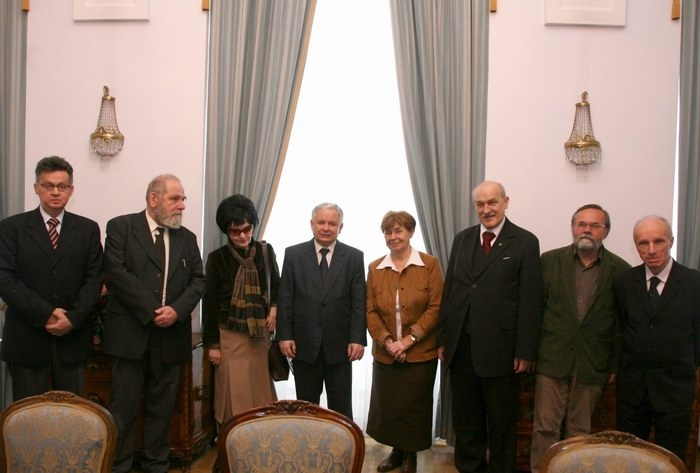
Kapituła Orderu Odrodzenia Polski. Na zdjęciu od lewej: Sławomir Radoń, Bohdan Cywiński, Marta Olszewska, Irena Zofia Romaszewska, Jerzy Kropiwnicki, Ryszard Bugaj i Krzysztof Kauba

Jerzy Janusz Kropiwnicki (ur. 5 lipca 1945 w Częstochowie) – polski ekonomista i polityk, doktor nauk ekonomicznych. Kawaler Orderu Orła Białego.
Działacz opozycji demokratycznej w okresie PRL. W latach 1991–1992 minister pracy i polityki socjalnej w rządzie Jana Olszewskiego, w latach 1992–1993 minister-kierownik Centralnego Urzędu Planowania w rządzie Hanny Suchockiej, w latach 1997–2000 minister-członek Rady Ministrów w rządzie Jerzego Buzka, w latach 2000–2001 minister rozwoju regionalnego i budownictwa w tym samym gabinecie. Poseł na Sejm I i III kadencji (1991–1993, 1997–2001), w latach 2002–2010 prezydent Łodzi, w latach 2016–2022 członek Rady Polityki Pieniężnej.

## Życiorys

### Wykształcenie i praca naukowa
Syn Emanuela i Janiny. Absolwent I Liceum Ogólnokształcącego im. Ziemi Kujawskiej we Włocławku. W 1968 ukończył studia na Wydziale Handlu Zagranicznego Szkoły Głównej Planowania i Statystyki w Warszawie. Do tego samego roku był członkiem Związku Młodzieży Socjalistycznej, następnie należał do Związku Nauczycielstwa Polskiego.
W 1973 doktoryzował się na Wydziale Ekonomiczno-Socjologicznym Uniwersytetu Łódzkiego. W latach 1968–1981 był pracownikiem naukowym na UŁ, ponownie podjął pracę na tej uczelni w 1989. W latach 1977–1978 i 1990–1991 był stypendystą w Institute for Research on Poverty na University of Wisconsin-Madison. W późniejszych latach zajmował stanowisko profesora w Bałtyckiej Wyższej Szkole Humanistycznej w Koszalinie i Wyższej Szkole Ekonomiczno-Humanistycznej im. prof. Szczepana A. Pieniążka w Skierniewicach. W pracy naukowej specjalizował się w zagadnieniach dotyczących makroekonomii, polityki społeczno-gospodarczej i teorii ekonomii.

### Działalność opozycyjna w PRL
W 1980 współtworzył struktury „Solidarności” na Uniwersytecie Łódzkim, został ich tymczasowym przewodniczącym. Był członkiem MKZ NSZZ „S” Regionu Ziemia Łódzka, później wiceprzewodniczącym zarządu regionu oraz członkiem Komisji Krajowej związku. W lipcu 1981 wraz z Grzegorzem Palką i Andrzejem Słowikiem należał do organizatorów marszu głodowego w Łodzi. W tym samym roku uczestniczył w I Krajowym Zjeździe Delegatów związku z Gdańsku.
W dniu wprowadzenia stanu wojennego został aresztowany, a następnie skazany przez Sąd Wojewódzki w Łodzi na karę 4 lat i 6 miesięcy pozbawienia wolności za zorganizowanie akcji protestacyjnej przeciwko stanowi wojennemu. W wyniku rewizji karę tę podwyższono do 6 lat. Karę odbywał w zakładach karnych w Hrubieszowie i Barczewie, gdzie prowadził strajk głodowy. Był objęty opieką Amnesty International jako więzień sumienia. W trakcie izolacji więziennej napisał dwie książki, które następne wydano w podziemiu. W 1984 zwolniono go na mocy amnestii. Od 1985 działał w Duszpasterstwie Ludzi Pracy w Łodzi. Od 1986 kierował Ośrodkiem Badań Społeczno-Zawodowych w Łodzi. W 1987 współtworzył opozycyjną wobec Lecha Wałęsy Grupę Roboczą KK domagającą się zwołania Komisji Krajowej NSZZ „S” w składzie z 1981. W 1989 należał do przeciwników Okrągłego Stołu. W związku z działalnością opozycyjną był rozpracowywany przez funkcjonariuszy Służby Bezpieczeństwa.

### Działalność publiczna w latach 1990–2002
W latach 1991–1993 sprawował mandat posła na Sejm I kadencji, który uzyskał z listy Wyborczej Akcji Katolickiej. Zasiadał w klubie parlamentarnym Zjednoczenia Chrześcijańsko-Narodowego (ZChN), do którego wstąpił w 1990. Był członkiem Komisji Stosunków Gospodarczych z Zagranicą i Gospodarki Morskiej oraz Komisji Polityki Społecznej. Pełnił funkcję ministra pracy i polityki socjalnej w rządzie Jana Olszewskiego (od grudnia 1991 do lipca 1992) oraz ministra-kierownika Centralnego Urzędu Planowania w rządzie Hanny Suchockiej (od lipca 1992 do października 1993).
Od 1997 do 2001 ponownie zasiadał w niższej izbie polskiego parlamentu jako poseł na Sejm III kadencji (wybrany z ramienia Akcji Wyborczej Solidarność). W październiku 1997 wszedł w skład rządu Jerzego Buzka, obejmując stanowiska ministra bez teki i kierownika Rządowego Centrum Studiów Strategicznych. W trakcie urzędowania głosił poglądu niezgodne z programem gabinetu, w tym ministra finansów Leszka Balcerowicza. W październiku 1999 bez konsultacji ogłosił własną prognozę makroekonomiczną (obejmującą m.in. inflację wyższą niż zakładana przez rząd), co m.in. negatywnie wpłynęło na kurs złotego. W konsekwencji został przymusowo urlopowany przez premiera Jerzego Buzka (do grudnia 1999). Przewodniczył następnie polskiej delegacji na specjalnej sesji Zgromadzenia Ogólnego ONZ poświęconej kwestiom dotyczącym kobiet. W czerwcu 2000 został powołany na urząd ministra rozwoju regionalnego i budownictwa, który sprawował do końca funkcjonowania gabinetu w październiku 2001. W grudniu 2000 wbrew wspólnemu stanowisku AWS głosował przeciwko kandydaturze Leszka Balcerowicza na stanowisko prezesa Narodowego Banku Polskiego, w konsekwencji został wykluczony z klubu parlamentarnego tego ugrupowania. W 2001 nie uzyskał ponownie mandatu posła, kandydując z ramienia AWSP.
W latach 1991–1993 był wiceprezesem zarządu głównego Zjednoczenia Chrześcijańsko-Narodowego, funkcję tę pełnił ponownie od 2000. Od 2002 do 2006 zajmował stanowisko prezesa tej partii. W 2003 utworzył nową organizację polityczną pod nazwą Chrześcijański Ruch Samorządowy.
W 2000 ustanowił Medal za Zasługi w Walce o Niepodległość Polski i Prawa Człowieka 13 XII 1981 – 4 VI 1989 wraz z jego kapitułą (ze sobą jako przewodniczącym); sam również został odznaczony tym medalem.

### Prezydent Łodzi (2002–2010)
W wyborach samorządowych w 2002 z ramienia Łódzkiego Porozumienia Obywatelskiego z powodzeniem ubiegał się o urząd prezydenta Łodzi, pokonując w drugiej turze urzędującego prezydenta Krzysztofa Jagiełłę z SLD. W tych samych wyborach bez powodzenia ubiegał się o mandat radnego sejmiku łódzkiego z listy komitetu Razem Polsce. W 2004 był współorganizatorem obchodów 60. rocznicy likwidacji Ghetto Litzmannstadt, w ramach których w tym samym roku odsłonięto pomnik na stacji kolejowej Radegast. W trakcie kadencji odmówił wyrażenia zgody na organizację Parady Wolności. Był przewodniczącym delegacji polskich obserwatorów w Europejskim Komitecie Regionów. W drugiej turze wyborów samorządowych w 2006 jako kandydat komitetu wyborczego PiS pokonał przedstawiciela PO Krzysztofa Kwiatkowskiego, uzyskując reelekcję z wynikiem 55,69% głosów. W okresie jego prezydentury w Łodzi swoje placówki otworzyły przedsiębiorstwa Philips, Gillette i MultiBank, powstała fabryka Della i Łódzki Tramwaj Regionalny, opracowano koncepcje budowy Nowego Centrum Łodzi i przebudowy dworca Łódź Fabryczna.
Był jednym z pomysłodawców organizowania w Łodzi Orszaku Trzech Króli. Podczas jego kadencji prezydent oraz wiceprezydenci występowali na oficjalnych uroczystościach w charakterystycznych szarfach w barwach miejskich z herbem oraz maciejówkach. Był także inicjatorem projektu obywatelskiego przywrócenia dnia ustawowo wolnego od pracy w Święto Trzech Króli; dwukrotnie koordynował obywatelskie projekty w tej mierze – drugi z nich został uchwalony w 2010. 
W 2009 zebrano około 90 tys. podpisów pod wnioskiem o przeprowadzenie referendum odwoławczego, którego inicjatorami byli lokalni działacze SLD (m.in. Dariusz Joński, Jarosław Berger i Sylwester Pawłowski), zarzucający Jerzemu Kropiwnickiemu zły stan ulic i komunikacji, odpowiedzialność za problemy Teatru Nowego w Łodzi, nieudane inwestycje czy też liczne podróże zagraniczne wiążące się z jego nieobecnością w mieście. Prezydent publicznie stwierdził, że nie zaistniały merytoryczne powody do przeprowadzenia referendum. Głosowanie odbyło się 17 stycznia 2010; frekwencja wyniosła 22,2%, wobec czego wyniki głosowania okazały się wiążące. Według oficjalnych rezultatów ponad 95% głosujących opowiedziało się za przedterminowym odwołaniem Jerzego Kropiwnickiego. Urząd prezydenta Łodzi sprawował do 22 stycznia 2010, odchodząc z dniem ogłoszenia wyników referendum w Dzienniku Urzędowym Województwa Łódzkiego.

### Działalność publiczna od 2010
We wrześniu 2010 został doradcą prezesa Narodowego Banku Polskiego Marka Belki. W wyborach w 2015 bezskutecznie kandydował do Senatu IX kadencji z ramienia Prawa i Sprawiedliwości. Zajął 2. miejsce wśród 4 kandydatów, przegrywając z reprezentującym PO Ryszardem Bonisławskim. 13 stycznia 2016 Senat z rekomendacji PiS powołał go na sześcioletnią kadencję w skład Rady Polityki Pieniężnej (rozpoczął ją 25 stycznia 2016). Wszedł również w skład Komitetu Wspierania Muzeum Historii Żydów Polskich Polin w Warszawie. W styczniu 2022 po zakończeniu kadencji w RPP został doradcą prezesa NBP Adama Glapińskiego ds. obserwacji i analizy światowego rynku ropy naftowej i gazu ziemnego.

## Odznaczenia i wyróżnienia
W 2025 prezydent RP Andrzej Duda nadał mu Order Orła Białego.
W 1990 prezydent RP na uchodźstwie Ryszard Kaczorowski odznaczył go Krzyżem Kawalerskim Orderu Odrodzenia Polski. W 2006 prezydent Lech Kaczyński nadał mu Krzyż Komandorski z Gwiazdą tego orderu. W 2017 został odznaczony Krzyżem Wolności i Solidarności.
W 2013 został wyróżniony nagrodą „Serce Łodzi”. W 2020 otrzymał Odznakę Honorową za Zasługi dla Województwa Łódzkiego.
W 2006 został przyjęty do Zakonu Rycerskiego Świętego Jerzego Męczennika jako członek honorowy tej organizacji. Został również kawalerem Zakonu Rycerskiego Grobu Bożego w Jerozolimie. W 2012 odznaczony Krzyżem Komandorskim Orderu Świętego Grzegorza Wielkiego.

## Życie prywatne
Żonaty od 1968, ma syna. Był organizatorem pielgrzymek do Ziemi Świętej. W 2022 wydał książkę pt. Śladami Rodziny Świętej po Egipcie i Etiopii.